# 부정 (불교)
불교에서 부정(不淨)은 다음 두 가지 뜻이 있다.
1. 부정(不淨)은 맑고 명료하지 못함, 또는 맑고 명료하지 못하게 함을 뜻하며, 염오(染污)의 다른 말이다.
2. 부정(不淨)은 불선(不善)의 다른 말이다.
염오(染污) 또는 불선(不善)으로서의 부정(不淨)은 특히 불교 수행과 교학에서 4전도(四顛倒) 중 정전도(淨顛倒)와 관련하여 논의된다. 정전도(淨顛倒)는 부정한 것을 청정한 것이라고 생각하는 것, 즉, 부정한 법에 대하여 깨끗하다고 여기는 뒤바뀐 생각이다. 불교 수행법인 4념처 중 신념처는 이 정전도를 제거하기 위한 구체적인 수행법이다.